# Lichenophanes morbillosus
Lichenophanes morbillosus är en skalbaggsart som först beskrevs av Max Quedenfeldt 1887.  Lichenophanes morbillosus ingår i släktet Lichenophanes och familjen kapuschongbaggar. Inga underarter finns listade i Catalogue of Life.

## Bildgalleri

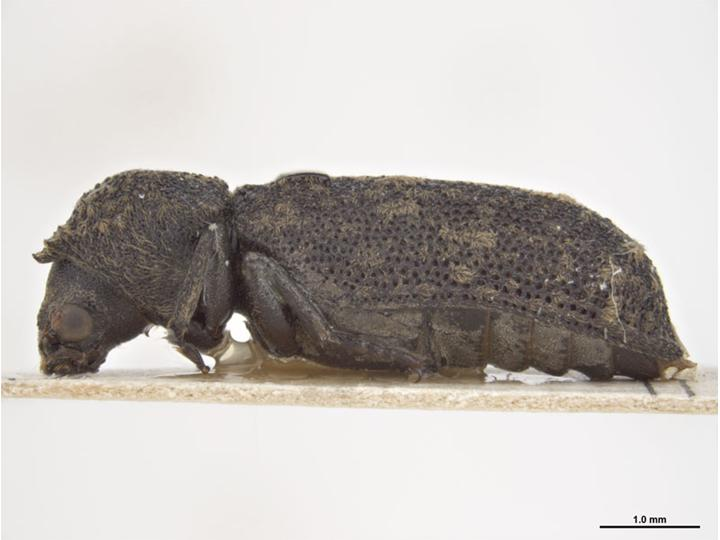